# Kaposi József (oktatáskutató)
Kaposi József István (Budapest, 1955. július 26. –) tudományos tanácsadó (OFI), egyetemi docens (PPKE BTK), a Magyar Tudományos Akadémia (MTA) köztestületének tagja.

## Életpályája
1980-ban szerzett az egri tanárképző főiskola budapesti tagozatán magyar nyelv- és irodalom és történelem szakos főiskolai, majd a következő években mindkét szakon egyetemi diplomát az ELTE BTK-n. Pedagógusi pályáját a Pesti Barnabás Élelmiszeripari Szakközépiskola és Szakmunkásképző Intézetben kezdte, ahol országos hírű diákszínpadot (Jibraki) hozott létre. 1996-ban az Országos Közoktatási Intézetbe (OKI) került tudományos munkatársként, ahol a 2005-ös történelem érettségi vizsga fejlesztését irányította, és az OKÉV történelem érettségi tételösszeállító bizottság munkáját is vezette.
Az 1990-es évek végén a BME Tanárképző Intézetben közoktatási vezetői képesítést, a kétezres évek elején a SZFE-n drámapedagógus végzettséget szerzett. 1998-től 2010-ig a Keleti István Alapfokú Művészeti Iskola és Művészeti Szakközépiskola (KIMI) alapító igazgatója.
A kilencvenes évek közepétől – előbb az ELTE, majd a PPKE BTK kereteiben – oktat a szakmódszertant és pedagógiai tárgyakat. 2009-ben védte meg doktori disszertációját a Pécsi Tudományegyetem (PTE) „Oktatás és Társadalom” Neveléstudományi Doktori Iskolában, majd 2015-ben ugyanitt habilitált doktor címet szerzett. Jelenleg neveléstudományi doktori képzésben témavezetőként is dolgozik.
2010-2017 között az Oktatáskutató és Fejlesztő Intézet (OFI) főigazgatója, vezetői munkája során irányította a NAT bizottságot és több hazai és uniós kutatási-fejlesztési projekt és oktatási stratégia tervezésében és megvalósításában vett részt.
Az ezredfordulótó óta foglalkozik tankönyvkészítéssel, számos, a középiskolai történelemoktatáshoz kapcsolódó taneszköz fejlesztésében szerzőként, lektorként is vett részt. Pedagógiai témájú írásai kezdetben OKI, majd OFI tanulmányköteteiben, az Új Pedagógiai Szemlében, később önálló tanulmány kötetekben is (Válogatott tanulmányok I–II.) megjelentek. 2010-töl a Történelemtanítás online folyóirat főszerkesztő-helyettese, 2018-tól az Új Pedagógiai Szemle főszerkesztője.
Számos szakmai társadalmi, feladatot is nevéhez kapcsolódik: 1992-től a történelem OKTV versenybizottság tagja, 2010-től a dráma OKTV elnöke, 2018-tól az Országos Tudományos Diákköri Tanács (OTDT) Tanulásmódszertani szekció elnöke. Alapító elnöke a Szakmai Középiskolások Kulturális Egyesületének (SZAKE), egyik alapítója a Magyar Drámapedagógiai Társaságnak (MDPT), elnöke a Magyar Történelmi Társulat Tanári tagozatának, tagja a Nemzetközi Gyermek- és Ifjúsági Színházak (ASITEJ) magyarországi elnökségének, a Nemzetközi Történelemdidaktikai Társulatnak (ISHD).

## Munkássága
Fő kutatási területe: a történelemoktatás elméleti (tartalmi, módszertani) és gyakorlati kérdései, a tantervek, vizsgakövetelmények, tankönyvek és tanárképzés területén.

## Családja
Nős, felesége Héger Ágnes tanár, gyermekei: Kaposi Réka jogász, Kaposi Dorka művészettörténész.

## Főbb művei

### Önálló kötetek
- A történelemtanítás tartalmi és módszertani kérdései Magyarországon (1985-2015). Szaktudás Kiadóház Zrt., Budapest, 2022. (128 oldal)
- Pendulum movements: History Teaching in Hungary Circumstances and Issues. Passau, Németország: Schenk Verlag, 2021. (196 oldal)
- Közelítések a történelemtanítás elméletéhez és gyakorlatához (oktatási segédlet) Pázmány Péter Katolikus Egyetem, Budapest, 2020 (144 oldal)
- Írások, beszédek, interjúk. Szaktudás Kiadó Ház Zrt., Budapest, 2018. (176 oldal)
- Viselettörténeti mozaikok. Keleti István Alapfokú Művészeti Iskola és Művészeti Szakgimnázium, Budapest, 2018. (96 oldal, szerzőtárs: Füleki Zsuzsa)
- Diákszínház – Színdarabok Diákoknak. Szaktudás Kiadó Ház Zrt., Budapest. (296 oldal, adaptáció és szerkesztés)
- Válogatott tanulmányok I. Történelem. Érettségi. Megújítás.  Szaktudás Kiadóház Zrt., Budapest, 2015. (176 oldal)
- Válogatott tanulmányok II. Tanterv. Történelem. Módszertan. Szaktudás Kiadóház Zrt., Budapest, 2015.  (200 oldal)

### Tanulmányok, kötetekben
- Partnerközpontú szemlélet és gyakorlat érvényesítése a dráma- és színházismeret tanári szak működésében. In: Gombocz, Orsolya; Juhász, Márta; Mongyi, Norbert (szerk.): Pedagógiai változások - a változás pedagógiája V. Budapest: Pázmány Péter Katolikus Egyetem (PPKE), 2023. 54-68. (társszerzők: Eck Júlia,  Körömi Gábor)
- A szociális kompetenciák fejlesztése a dráma szemléletmódjával. In: Gombocz, Orsolya; Szőke-Milinte, Enikő (szerk.): A mentorálás támogatása a Tanítsunk Magyarországért programban Budapest, Pázmány Péter Katolikus Egyetem (PPKE). 2023, 51-66. (társszerzők: Eck Júlia,  Körömi Gábor)
- The constantly changing discipline of history didactics – An introduction. Hungarian Educational Research Journal. 13 (4) 461-469. (társszerzők: Fischer-Dárdai, Ágnes ; Suzanne, Popp)
- A történelemoktatás és a demokrácia kérdései Magyarországon. In: Európai nevelés(ek)/ oktatások. Károlyi József Alapítvány, L’ Harmattan. 2022., 56-68.
- Changing History Teaching in Hungary (1990-2020): trends, mosaics, patterns. (társszerző F. Dárdai Ágnes Yearbook of the International Society for History Didactics International Society for History Didactics. 2021., 79-97.
- Issues concering education for democracy in comtemporary Hungary, INTERNATIONAL JOURNAL OF RESEARCH ON HISTORY DIDACTICS HISTORY EDUCATION AND HISTORY CULTURE 2020., 219-242.
- Current issues concerning education for democracy in Hungary,INTERNATIONAL JOURNAL OF RESEARCH ON HISTORY DIDACTICS HISTORY EDUCATION AND HISTORY CULTURE 2020., 280-295.
- Skills Development Tasks and the Development of HistoricalThinking. In. Anikó Fehérvári (ed.): Curriculum, Effectiveness, Equity. Oktatáskutató és Fejlesztő Intézet, Budapest, 2016., 9-22.
- A pedagógiai kultúraváltás és a drámapedagógia az oktatásfejlesztési stratégiák tükrében In.: Történetek feldolgozása a színház és a film eszközeivel Módszertani füzetek 1., SZFE, 2019.
- Történelem – tanítás és tanárképzés. In.: Szőke-Milinte Enikő (ed.): Pedagógiai küldetés – a küldetés pedagógiája Tanulmányok a katolikus pedagógusképzésről és pedagógiáról. Pázmány Péter Katolikus Egyetem, Budapest, 2018.
- Történelmi gondolkodás fejlesztése. In: Bencéné Fekete Andrea (szerk.): Lehetőségek és alternatívák a Kárpát-medencében: Módszertani tanulmányok. Kaposvári Egyetem Pedagógiai Kara, 2011., 357-366.
- A fejlesztőfeladatok és a multikulturális tartalmak. In: Perjés István, Kozma Tamás (szerk.) Új kutatások a neveléstudományokban. Budapest, 2010. Aula Kiadó.
- Változás az állandóságban – Az új történelemérettségi. IN.: Horváth Zsuzsanna – Lukács Judit. Új érettségi Magyarországon. Honnan, hová, hogyan? Egy folyamat állomásai. Országos Közoktatási Intézet, Budapest. 2006. 73-103.

### Tanulmányok folyóiratokban
- Forrásközlések történelemtanításunk közelmúltjából VI.: A történelemérettségi 2024-től érvényes lexikai anyaga – a korábbiakkal összehasonlítva. TÖRTÉNELEMTANÍTÁS: ONLINE TÖRTÉNELEMDIDAKTIKAI FOLYÓIRAT. 2023. 4. sz. (társszerző: Katona András)
- A drámapedagógiáról. Magyaróra. IV. (2022) 4. sz. 408-414. ISSN 2676-976X
- Széljegyzetek a hazai történelemtanítás tartalmi szabályozóinak változásairól. Máltai Tanulmányok, Magyar Máltai Szeretetszolgálat tudományos folyóirata 2022. 1. 53-68.
- A történelemtanítás elmúlt harminc éve (1990-2020). társszerző F. Dárdai Ágnes Helyzetkép és perspektíva MAGYAR PEDAGÓGIA 2021. 121. 137-167.
- Terebélyes árnyék. Új Pedagógiai Szemle 2021. 9-10. sz. 5-8.ISSN 1215-1807 (nyomtatott) ISSN 1788-24-00 (online)
- A történelemoktatás dilemmái TÖRTÉNELEMTANÍTÁS: ONLINE TÖRTÉNELEMDIDAKTIKAI FOLYÓIRAT 2020. 1-2. szám
- Tanítjuk vagy tanuljuk a demokráciát? Új Pedagógiai Szemle 2019. 11-12. szám, pp. 17-32. Társszerző: Kalocsai Janka
- A történelmi gondolkodás és a képességfejlesztő feladatok In.: TÖRTÉNELEMTANÍTÁS: ONLINE TÖRTÉNELEMDIDAKTIKAI FOLYÓIRAT 2017. 1.-2. szám
- Drámapedagógiai tudományok fókuszában. Új pedagógiai szemle 2017. 5-6. szám
- A történelemtanítás kihívásai és lehetőségei az új Nemzeti alaptanterv és a kerettantervek alapján. TÖRTÉNELEMTANÍTÁS: ONLINE TÖRTÉNELEMDIDAKTIKAI FOLYÓIRAT 2016. 1-2. szám. pp. 1-40.

### Tankönyvek
- Dráma és színház 10-14 éveseknek. Archiválva 2023. június 9-i dátummal a Wayback Machine-ben Oktatási Hivatal, 2021. 216. oldal (További szerzők, fejlesztők: Almássy Bettina, Bujtor Anna, Eck Júlia, Golden Dániel, Kaposi József, Körömi Gábor Perényi Balázs, Szabó Zsófia, Uray Péter) ISBN 978-615-6178-83-1
- Dráma és színház 15-18 éveseknek. Archiválva 2023. június 9-i dátummal a Wayback Machine-ben Oktatási Hivatal, 2022. 160. oldal (További szerzők fejlesztők: Bujtor Anna, Eck Júlia, Golden Dániel, Hernádi Krisztina, Kaposi József, Keresztúri József, Kiss Gabriella, Pap Gábor, Perényi Balázs, Tóth Zsuzsanna, Uray Péter, Végvári Viktória) ISBN 978-963-436-241-8
- Történelem 12. Új Forrásközpontú Történelem. Oktatáskutató és Fejlesztő Intézet, 2016. 276. oldal (társszerzők: Boronkai Szabolcs, Katona András, Száray Miklós)
- Érettségi adattár, Történelem. Nemzeti Tankönyvkiadó, 2009. 176. oldal (szerzőtárs: Száray Miklós)
- Történelem I-IV. képességfejlesztő munkafüzet. Nemzeti Tankönyvkiadó, 2007- 2009.
- Történelem IV. középiskolai tankönyv. Nemzeti Tankönyvkiadó, 2005. 298 oldal (szerzőtárs: Száray Miklós)
- Feladatgyűjtemény az új történelem érettségihez, 9-12. évfolyam. Nemzeti Tankönyvkiadó, 2004. (szerzőtársak: Szabó Márta, Száray Miklós)
- Történelem és társadalomismeret a szakiskolák 10. évfolyama számára, Nemzeti Tankönyvkiadó Rt., 2003 (szerzőtárs: Száray Miklós)
- Dráma és tánc az 5-6. évfolyam számára, Apáczai Kiadó, 2002 (Társszerző: Fort Krisztina, Nyári Arnold, Perényi Balázs, Uray Péter)

### Szerkesztett művek
- Hungarian Educational Reserach Journal: Volume 13 (2023): Issue 4 (Dec 2023): Trends in History Teaching. (tásszerkesztők: Ágnes F. Dárdai, Susanne Popp)

- A történelemt@nítás a történelemtanításért 2020. (szerk. F. Dárdai Ágnes, Kaposi József, Katona András) Magyar Történelmi Társulat ISBN(print): 978-963-9223-20-2; ISBN(pdf): 978-963-9223-21-9
- Teaching and Learning in the Digital Age Archiválva 2023. augusztus 5-i dátummal a Wayback Machine-ben , Budapest, Pázmány Péter Catholic University (2021)ISBN 978-963-575-047-4 Kaposi, József; Szőke-Milinte, Enikő (editors)
- Kutatás közben - A digitális oktatásra való átállás tapasztalatai a katolikus iskolákban (2021) Kaposi, József; Szőke-Milinte, Enikő (szerk.) Pázmány Péter Katolikus Egyetem ISBN 978-963-575-045-4
- Dialógusok határtalanul – A pedagógiai kultúraváltás kérdései (2020) Kaposi József, Szőke-Milinte Enikő, Imre Anna (szerk.):. Pázmány Péter Katolikus Egyetem, Budapest. 40-56.